# Tim Schreiber
Tim Stanislaw Schreiber (* 24. April 2002 in Freital) ist ein deutscher Fußballtorwart, der seit Sommer 2024 bei Dynamo Dresden unter Vertrag steht.

## Karriere

### Verein
Schreiber begann mit dem Fußballspielen in seiner Heimatstadt Freital beim Hainsberger SV. 2013 schloss er sich dem SC Borea Dresden an, ehe er 2014 im Alter von 12 Jahren in das Nachwuchsleistungszentrum von RB Leipzig wechselte. Dort durchlief Schreiber die verschiedenen Juniorenmannschaften. 2016 bestritt er zwei Spiele als Teil der U14-Sachsenauswahl, 2017 gehörte er in drei Spielen der U15-Landesauswahl an. 2017 wurde er Teil der U17-Mannschaft von RB Leipzig, mit der er ohne Einsatz in der Saison 2017/18 Staffelsieger Nord/Nordost der B-Junioren-Bundesliga wurde. In der Saison 2018/19 war er Stammtorwart der Leipziger und kam zu 24 Einsätzen. 2019 rückte er in den Kader der U19-Mannschaft auf, für die er zu insgesamt 14 Einsätzen in den aufgrund der COVID-19-Pandemie abgebrochenen Saisons 2019/20 und 2020/21 der A-Junioren-Bundesliga kam.
Im Mai 2020 unterzeichnete Schreiber einen Profivertrag bei RB Leipzig und gehörte ab der Saison 2020/21 neben Péter Gulácsi, Philipp Tschauner und Josep Martínez dem Torwart-Quartett der Bundesliga-Mannschaft des Vereins an. Anfang Februar 2021 wurde Schreiber für eineinhalb Jahre an den Drittligisten Hallescher FC ausgeliehen. Nach dem Wechsel kam es zu Protesten von Hallenser Anhängern, die die Zusammenarbeit mit RB Leipzig und dessen Konstrukt kritisierten. In Halle war Schreiber zunächst hinter Kai Eisele und Sven Müller Ersatzmann. Durch den krankheitsbedingten Ausfall von Müller kam er am 37. Spieltag der Saison 2020/21 zu seinem ersten Profieinsatz beim 4:0-Heimsieg gegen den SV Wehen Wiesbaden. Nachdem Eisele die Hallenser verlassen hatte, konkurrierte Schreiber in der Saisonvorbereitung 2021/22 mit Müller um den Stammplatz im Tor und erhielt schlussendlich von Trainer Florian Schnorrenberg den Vorzug. In den ersten drei Saisonspielen holte der 19-Jährige mit der Mannschaft vier Punkte und musste fünf Gegentreffer hinnehmen. Anschließend wurde er zunächst durch Müller ersetzt, der nach dem neunten Spieltag jedoch verletzt ausfiel, woraufhin Schreiber erneut den Platz im Tor übernahm. Vom 17. bis 20. Spieltag erhielt der nachverpflichtete Daniel Mesenhöler von Trainer Schnorrenberg den Vorzug vor Schreiber. Nach Schnorrenbergs Abschied beförderte Trainer André Meyer zum 21. Spieltag erneut Schreiber zur Nummer 1. Nach einer Meniskusverletzung musste Schreiber die Saison bereits vor dem 35. Spieltag vorzeitig beenden, ehe er zum Ende der Saison die Hallenser verließ.
Für die Saison 2022/23 wurde er an den Zweitligisten Holstein Kiel ausgeliehen. Dort wurde er zunächst Ersatztorhüter hinter Thomas Dähne, konnte sich aber ab dem 14. Spieltag in der Startelf durchsetzen, ehe er sich am 23. Spieltag in der Partie gegen den SV Sandhausen verletzte und für den Rest der Spielzeit ausfiel. Auch in der folgenden Spielzeit schloss sich ein Leihgeschäft an. Schreiber wechselte zum Drittligisten 1. FC Saarbrücken, um dort den bisherigen Stammtorhüter Daniel Batz zu ersetzen. Bei den Saarländern musste sich Schreiber zunächst jedoch als Nummer zwei hinter Tim Paterok mit dem Platz auf der Bank begnügen, zu seinem ersten Ligaeinsatz kam er am 12. Spieltag der Saison 2023/24. In der Folge etablierte sich er als neue Nummer eins und erhielt den Vorzug vor Paterok. Im DFB-Pokal machte Schreiber mit starken Leistungen auf sich aufmerksam, so gelangen Siege gegen die Bundesligisten FC Bayern München, Eintracht Frankfurt und Borussia Mönchengladbach und der Einzug ins Halbfinale. Die Drittligasaison beendete der Verein auf dem fünften Rang. Zudem gewann das Team den Saarlandpokal, wobei Schreiber jedoch ohne Einsatz blieb, da Trainer Rüdiger Ziehl hier Paterok den Vorzug gab.
Im Sommer 2024 wechselte er fest zu Dynamo Dresden. Bei den Dresdnern wurde er Stammtorwart in der Drittligasaison 2024/25, an deren Ende der Aufstieg in die 2. Bundesliga gelang.

### Nationalmannschaft
Von Trainer Michael Feichtenbeiner wurde Schreiber 2017 in die U15-Nationalmannschaft berufen. Sein Debüt gab er am 4. Mai 2017 bei der 1:2-Auswärtsniederlage gegen die Niederlande. Unter Feichtenbeiner kam er 2018 zu drei Einsätzen für die U16-Nationalmannschaft sowie von 2018 bis 2019 zu zehn Länderspielen für die U18-Nationalmannschaft. Er gehörte dabei dem Kader der deutschen Mannschaft bei der U17-Europameisterschaft 2019 als Stammtorwart an. Die Mannschaft schied nach Niederlagen gegen Italien und Spanien bereits in der Vorrunde aus. 2020 wurde er von Christian Wörns erstmals für die U19-Nationalmannschaft nominiert. Für diese gab er am 8. September 2020 sein Debüt bei der 0:1-Auswärtsniederlage gegen Belgien. Im September 2021 wurde er von Wörns auch erstmals für die U20-Nationalmannschaft nominiert, für die er bis März 2022 zu zwei Einsätzen kam.

## Erfolge
1. FC Saarbrücken
- DFB-Pokal: Halbfinaleinzug 2024
- Saarlandpokal: 2024

Dynamo Dresden
- Aufstieg in die 2. Bundesliga: 2025